# Johann Heinrich Schulze
Pour les articles homonymes, voir Schulze.
Johann Heinrich Schulze, né le 12 mai 1687 à Colbitz et mort le 10 octobre 1744 à Halle, est un savant du XVIIIe siècle.

## Biographie
Il a découvert que la lumière noircissait le chlorure d'argent. Il mêle de la craie, de l'acide nitrique et de l'argent dans un flacon qu'il laisse accidentellement partiellement exposé au soleil et note après un certain temps un assombrissement de cette solution uniquement sur le côté exposé au soleil. Il crée donc le premier composé photosensible qui sera par la suite réutilisé par Nicéphore Niépce en 1816 lorsqu'il crée le premier appareil photo à partir de l'expérience de Schulze et de la "camera obscura" de Léonard de Vinci.
Il publie en 1727 la première étude scientifique sur les réactions des composés chimiques de l’argent à la lumière : (la) « Scotophorus pro phosphoro inventus, seu experimentum curiosum de effectu radiorum solarium », Acta physico-medica, Leopoldina, no 1,‎ 1727, p. 528–532.